# Валишин, Роман Галяскарович
Валишин Роман Галяскарович — (13 декабря 1937 года, Верхний Тыхтем — 10 ноября 1979 года, Ижевск) — удмуртский писатель-прозаик, редактор, журналист, Член Союза Писателей СССР (1975), Лауреат Государственной Премии УАССР (1980).

## Биография
Валишин Роман Галяскарович родился 13 декабря 1937 года в д. Верхний Тыхтем Калтасинского района Башкирской АССР. Он рано познал труд. После окончания школы несколько лет работал в своем колхозе. После окончания в 1956 году педагогического училища, поступил Удмуртский педагогический институт на факультет языка и литературы, который окончил в 1961 году. В 1961 году начал работать сначала учителем, а потом и директором Лолошур-Возжинской средней школы Граховского района УАССР. Затем стал работать заместителем редактора и редактором районной газеты «Сельская новь» до 1970 года, затем — литературным сотрудником и заведующим отделом культуры редакции газеты «Советской Удмуртия» до 1978 года, с 1978 года — редактором в журнале «Молот» и литературным консультантом Союза Писателей УАССР. С 1975 года стал членом Союза писателей СССР.
Умер в 1979 году от сердечного приступа.

## Творческая деятельность
Первый его рассказ, напечатанный в студенческом сборнике «Первые шаги», относится к 1958 году. В 1959 году его рассказ «Зор Бере» (русск."После дождя") в литературном конкурсе, который проводила молодёжная республиканская газета, был отмечен вторым местом.
Первая сборник рассказов Р. Валишина — «Вальс» — вышел в издательстве «Удмуртия» в 1966 году. После, появились две книги рассказов «Выль лымы» (русск."Свежий снег", 1971 г.) и «Родники» (1973). А Через год вышла первая повесть «Инвожо уйшоре но пиштэ» (русск."Инвожо и в полночь светит"). Эта повесть в 1976 году вышла на русском языке в Москве в издательстве «Современник». В это же время издательство «Удмуртия» напечатало его книгу «Первая осень», в неё вошли три рассказа и повесть. В 1978 году была напечатана последняя прижизненная книга Р. Валишина «Тӧл гурезь» (русск."Гора ветров"), куда вошла ещё повесть «Чимали» (русск."Жмурки"), в 1980 г. «Гора ветров» была переведена на русский язык.

## Награды
В 1980 году за повесть «Тӧл гурезь» (русск."Гора ветров") он был посмертно удостоен Государственной премии Удмуртской АССР.